# Воєводська дорога 102 (Польща)
Воєводська дорога № 102 (пол. Droga wojewódzka) (DW102) — воєводська дорога класу G у північній частині Західнопоморського воєводства, довжиною 89,4 км, що сполучає національну дорогу № 3 біля Мендзиздроє з Росцецином та швидкісною дорогою S6. До 2019 року маршрут закінчувався в Колобжегу.
Дорога пролягає через 3 повіти: Кам'єнський (ґміни Мендзиздроє, Волін і Дзівнув), Грифіцький (ґміни Реваль, Карніце та Тшебятув) і Колобжег (сільська ґміна Колобжег, раніше також через місто Колобжег).

## Міста на маршруті DW102
- Мендзиздроє (DK3, планується S3)
- Віселка
- Кольчево
- Мендзиводзе
- Дзівнув
- Дзівнувек (DW107)
- Лукецін
- Поберово
- Пустково
- Тшенсач
- Реваль
- Лендзін (DW110)
- Конажево
- Роґозіна
- Тшебятув (DW109)
- Голаньч Поморська
- Боґуславець
- Блотниця
- Зеленево